# 大眾史學
大眾史學（英語：public history），又譯公眾史學，是指面對大眾、抑或由大眾書寫的歷史，也透過歷史學者與受歷史學訓練者於專業學術研究外的活動實踐。自1970年代以來，大眾史學自美國、加拿大興起後在全世界流行，在博物館、古蹟、媒體等領域都可見到。

## 定義
大眾史學因在各領域出現且有許多方法實踐，故難有精確定義，但通常包含以下要素：
1. 史學方法運用
2. 大眾而非專業學術
3. 強調實用而非學術性知識
4. 強調專業培訓、公共實踐
5. 目的為增強公眾與歷史的聯繫

該定義引發了爭論，而公共歷史所面對的「多元公眾」使得定義變得更加複雜。彼得·諾維克質疑，有些公眾歷史是否其實應該歸類為私人歷史（如企業、公司史或）或是通俗歷史（如在學術規範外的研究或展覽）。而其他學者則提出各國大眾史學的差異而反對在歷史學者與受眾之間劃清界線。
2008年對將近4000名主要來自美國的從業人員所做的調查顯示，受訪者約四分之一對「大眾史學」這一術語本身以及其是否適用於自身有所保留。
整體而言，那些認同「大眾史學家」這一稱呼的人，普遍接受該領域的邊界具有彈性。大眾史學與學術歷史之間的對比不能被忽視，這造成了定義上誰有權改寫「一般公認歷史」的複雜性。研究大眾史學的約翰·托希指出，一些最具建設性的討論來自口述歷史，也就是訪談人的記憶。因此，公共歷史的定義仍在發展中，需要不斷重新評估實踐者與不同受眾、目標及政治、經濟或文化背景的關係。例如，歷史學家蓋伊·貝納批評主流的公共歷史概念未能充分考慮「無數以私密形式暗中重述歷史的領域」，並總結道：「私人與公共歷史形式之間的複雜關係仍有待深入釐清」。

## 歷史
1930年代，美國歷史學家卡爾·貝克提出「每個人都是他自己的史家」，指任何人在生活中的紀錄、回憶與考證都能成為歷史研究的一部分，而不限於經過專業史學訓練者。

## 外部連結
- 【公眾歷史專題 導論─人人都可以是史家？ 聊聊公眾史學與公民教育】
- 成功大學歷史學系系刊─跨史大
- 《故事: 寫給所有人的歷史》 （页面存档备份，存于）
- National Council on Public History （页面存档备份，存于）
- International Federation for Public History （页面存档备份，存于）